# Anadoras regani
Anadoras regani är en fiskart som först beskrevs av Steindachner, 1908.  Anadoras regani ingår i släktet Anadoras och familjen Doradidae. Inga underarter finns listade i Catalogue of Life.